# Демидовский (Верхнедонской район)
Деми́довский — хутор в Верхнедонском районе Ростовской области.
Входит в состав Тубянского сельского поселения.

## Население
| 1989 | 2002 | 2010 |
| ---- | ---- | ---- |
| 30   | ↘6   | →6   |

## Улицы
На хуторе имеется одна улица: Демидовская.